# Estadio Neptalí Barona
El estadio Neptalí Barona es un estadio multiusos. Está ubicado en la ciudad de Ambato, provincia de Tungurahua, en Ecuador. Fue inaugurado el 31 de diciembre de 2006. Es usado para la práctica del fútbol, tiene capacidad para 6000 espectadores.

## Historia
El nombre del estadio se debe a un deportista destacado de la localidad, especialmente futbolista, por ende en su honor se decidió darle su nombre.
El estadio desempeña un importante papel en el fútbol local, ya que los clubes de ambateños como el Club Social, Cultural y Deportivo Bolívar o el Club Social y Deportivo El Globo juegan como equipo local en este escenario deportivo, participando en la Segunda Categoría de Ecuador.
El estadio es sede de distintos eventos deportivos a nivel local, ya que también es usado para los campeonatos escolares de fútbol o interprovinciales que se desarrollan en la ciudad en las distintas categorías, también puede ser usado para eventos culturales, artísticos, musicales de la localidad.
El estadio tiene instalaciones modernas con camerinos para árbitros, equipos local y visitante, zona de calentamiento, cabinas de prensa, y muchas más comodidades para los aficionados.
Además el recinto deportivo es sede de:
- Campeonatos Intercolegiales de fútbol.
- Entrenamientos disciplinas fútbol y atletismo

El estadio ha sido utilizado por la Selección de fútbol de Uruguay y la Selección de fútbol de Estados Unidos para realizar sus entrenamientos por motivo de la Copa América 1993 que se realizó en Ecuador.

## Conciertos
El estadio alterno Neptalí Barona ha sido el escenario para la presentación de varios artistas en concierto como lo fue el viernes 6 de febrero de 2015 cuando la banda española Saratoga se presentó; otro gran concierto fue el de la banda española Mägo de Oz junto con Leo Jiménez, este evento se realizó el viernes 15 de mayo de 2015.

## Galería

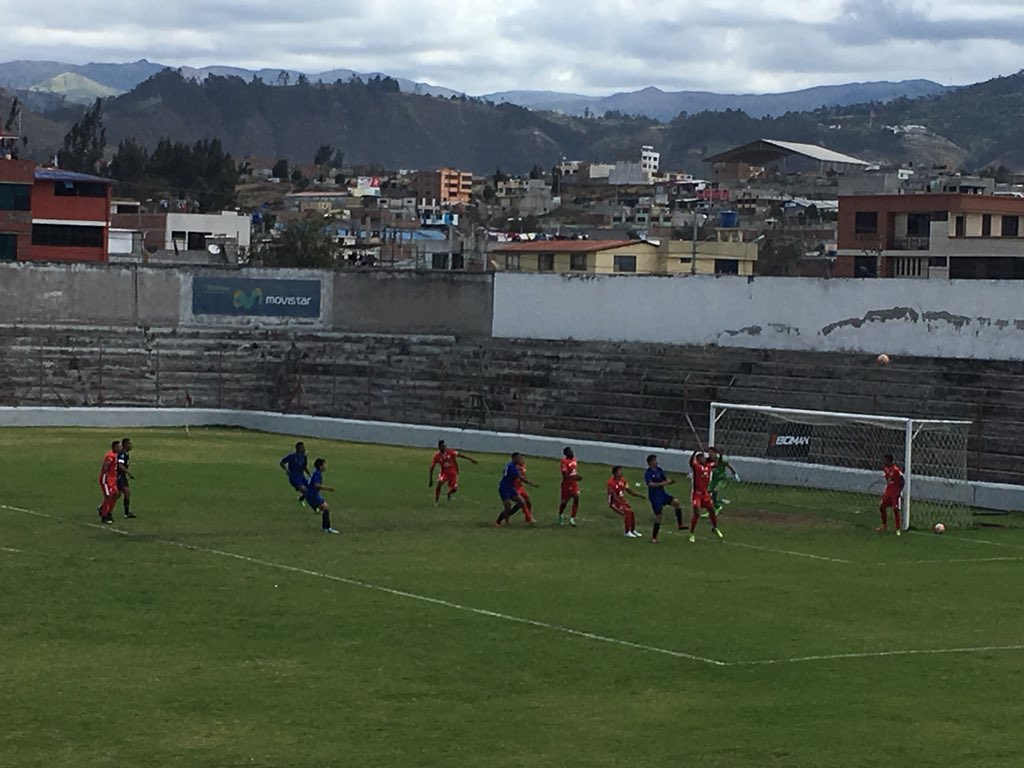
Vista desde la tribuna
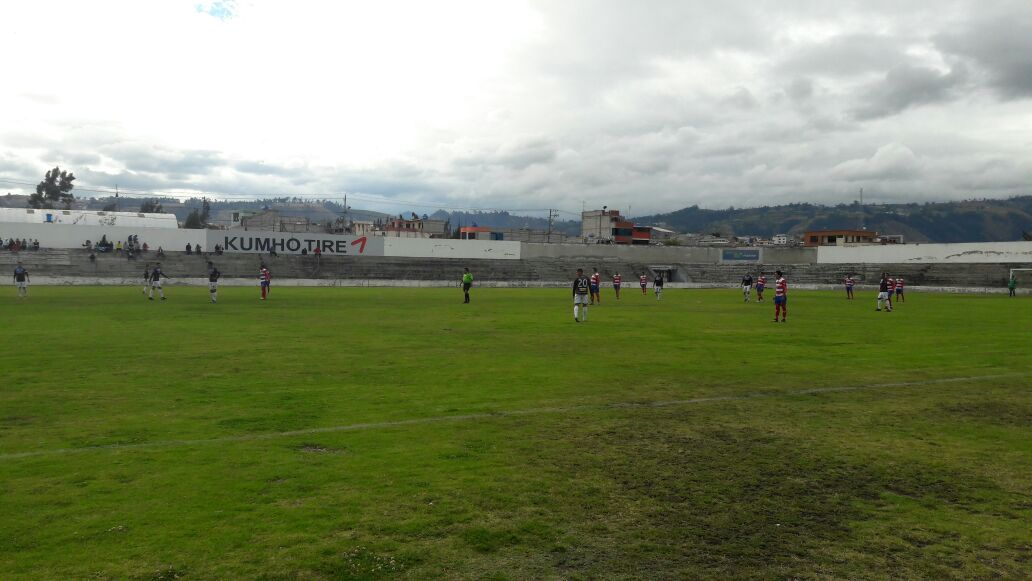
Vista de la cancha
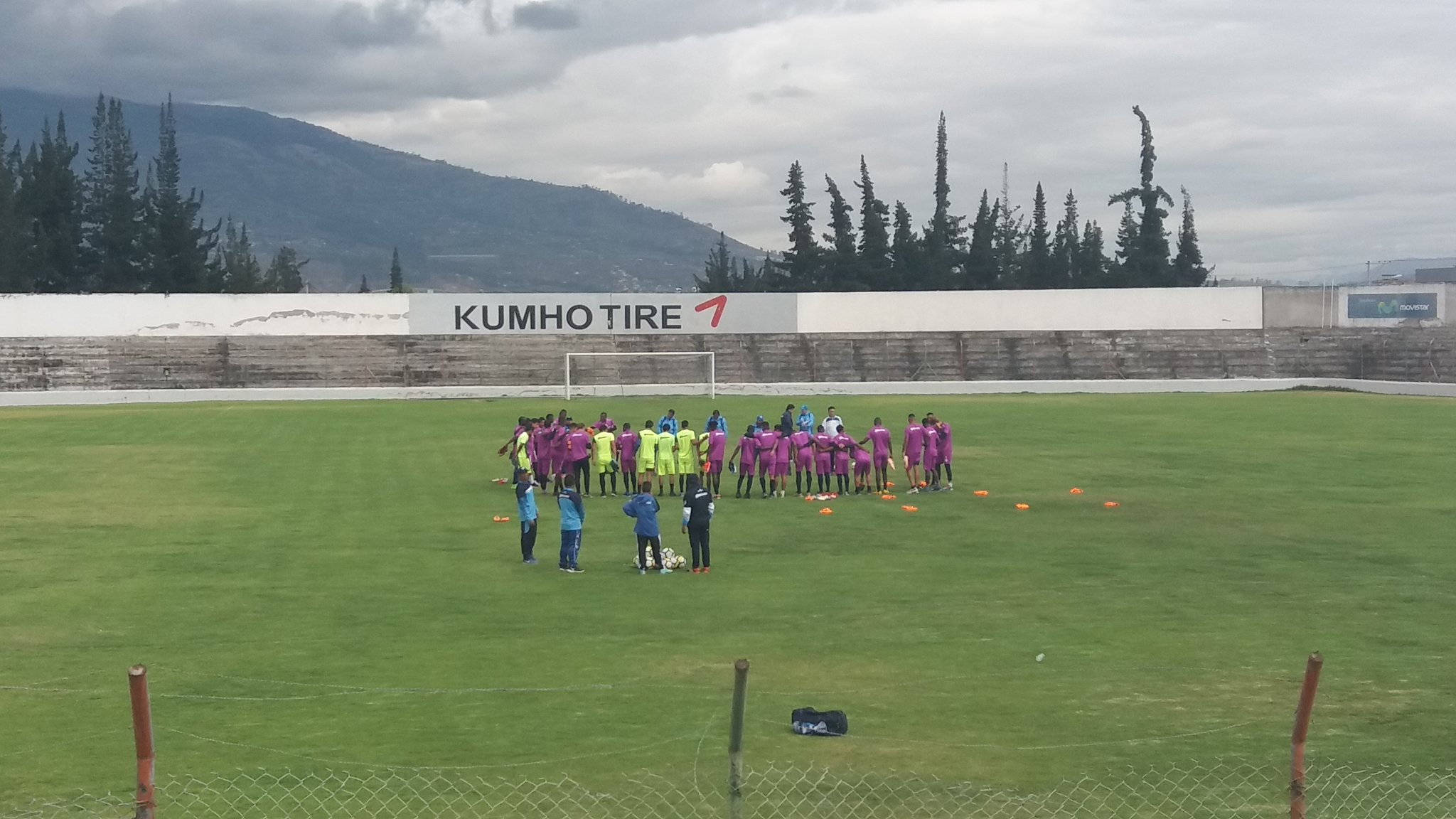
Vista desde la general